# Meleager (mythologie)

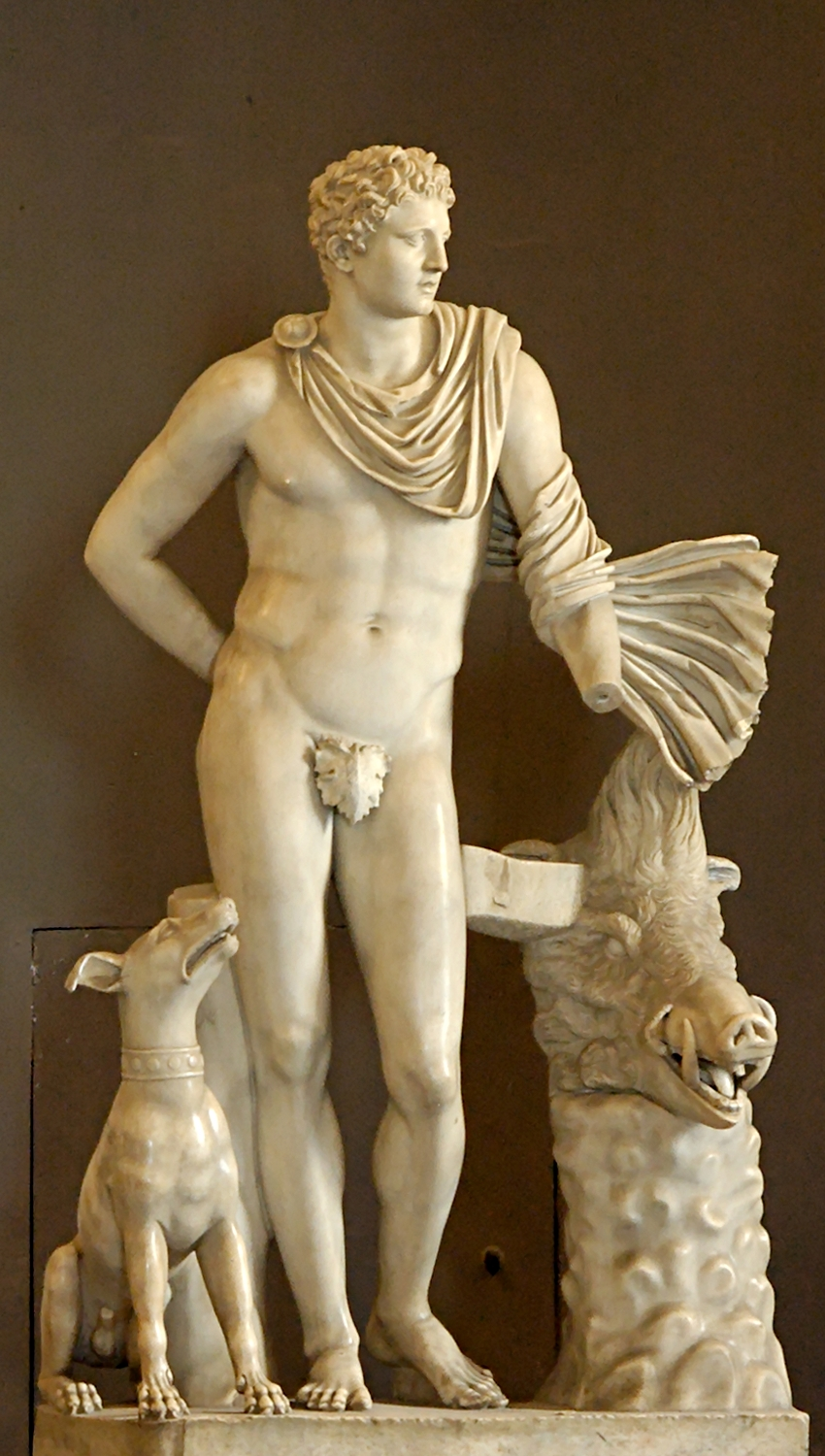
Meleager met het Calydonische everzwijn (Romeinse kopie naar een oud-Griekse origineel uit de 4e eeuw v.Chr., Museo Pio-Clementino).

Meleager (Oudgrieks Μελέαγρος, Meléagros) is in de Griekse mythologie de zoon van Oeneus, koning van Calydon in Aetolië, en van Althaea. Zijn vader wordt ook Ares genoemd.
Hij was een van de grote helden van zijn generatie en was een deelnemer aan de tocht der Argonauten.
Bij zijn geboorte had zijn moeder bezoek gekregen van de Moiren die haar zeiden dat haar zoon net zo lang zou leven als een bepaald houtblok dat in de haard lag te branden. Geschrokken nam Althaea het blok uit het vuur, doofde het, en sloot het weg.
Toen Oeneus op een keer was vergeten aan Artemis te offeren, zond zij een verwoestend everzwijn naar Calydon. Een grootscheepse klopjacht werd georganiseerd, waaraan naast een uitgelezen keur aan helden ook de jageres Atalanta deelnam. Atalanta verwondde het everzwijn als eerste, maar Meleager gaf de doodsteek. Meleager schonk het beest aan Atalanta, maar zijn ooms, de broers van zijn moeder, waren het hier niet mee eens. Na een hevige twist werden zij door Meleager gedood. Toen zij vernam dat haar broers vermoord waren, haalde Althaea overmand door woede en verdriet het houtblok tevoorschijn en gooide het in het vuur, met Meleagers dood tot gevolg.
In een alternatieve versie ontbrandde er na de moord op Meleagers ooms een strijd tussen de Aetoliërs en de Cureten, de landgenoten van de ooms. Omdat Meleager weigerde mee te vechten, kwamen de Aetoliërs in de verdrukking, maar na hevig aandringen van zijn vrouw mengde hij zich toch in de strijd. De Aetoliërs wonnen, maar Meleager werd geveld door een pijl van Apollo, Artemis' tweelingbroer.
Zijn zussen, de Meleagriden, treurden zo luidruchtig en volhardend om zijn dood dat Artemis hen in parelhoenders veranderde. Alleen zijn halfzussen Deianeira en Gorge, wier vader Dionysus zou geweest zijn, bleef dit lot bespaard.
Meleager was gehuwd met Cleopatra, een dochter van Idas. Hun dochter heette Polydora. Bij Atalanta zou Meleager een zoon hebben gehad, Parthenopaeus geheten.

## Antieke bronnen
- Homerus, Ilias IX 529-599.
- Ovidius, Metamorphoses VIII 269-525.
- Apollodorus, Bibliotheke I 8.1-3.

- Bibliothèque nationale de France: cb13176763g (data)
- Gemeinsame Normdatei: 122695712
- Library of Congress Control Number: sh85083403
- Nationale Bibliotheek van Israël: 987007563012805171
- Réseau des bibliothèques de Suisse occidentale: 02-A010115789
- Système universitaire de documentation: 035250054
- Virtual International Authority File: 64895515